# Maria Anna Thekla Mozart
Maria Anna Thekla Mozart, kallad Marianne, även känd som Bäsle ("lilla kusin") född 25 september 1758 i Augsburg, Tyskland, död 25 januari 1841, var kusin och vän till Wolfgang Amadeus Mozart, känd för sin brevväxling med denne ("Bäslebreven").
Hon föddes i Augsburg, Tyskland som dotter till  Franz Alois Mozart (en yngre bror till Leopold Mozart) och dennes hustru Maria Victoria Eschenbach. Hon hade en nära relation till sin kusin Wolfgang Amadeus Mozart. Det finns idag tio bevarade brev mellan de båda, brev skrivna från Wolfgang till Marianne.